# Мон-Бертран
Мон-Бертра́н (фр. Mont-Bertrand) — колишній муніципалітет у Франції, у регіоні Нормандія, департамент Кальвадос. Населення — 240 осіб (2011).
Муніципалітет був розташований на відстані близько 240 км на захід від Парижа, 50 км на південний захід від Кана.

## Історія
До 2015 року муніципалітет перебував у складі регіону Нижня Нормандія. Від 1 січня 2016 року належав до нового об'єднаного регіону Нормандія.
1 січня 2016 року Мон-Бертран, Больє, Ле-Бені-Бокаж, Бюр-ле-Мон, Кампо, Карвіль, Етуві, Ла-Ферр'єр-Аран, Ла-Граврі, Маллуе, Монтамі, Моншове, Ле-Рекюле, Сен-Дені-Мезонсель, Сент-Марі-Ломон, Сен-Мартен-де-Безас, Сен-Мартен-Дон, Сент-Уан-де-Безас, Сен-П'єрр-Тарантен i Ле-Турнер було об'єднано в новий муніципалітет Сулевр-ан-Бокаж.

## Демографія
Динаміка населення (INSEE ):
Розподіл населення за віком та статтю (2006):
| Стать | Всього | До 15 років | 15-24 | 25-44 | 45-64 | 65-85 | Понад 85 |
| --- | ------ | ----------- | ----- | ----- | ----- | ----- | -------- |
| Чоловіки | 112    | 12          | 16    | 28    | 44    | 12    | 0        |
| Жінки | 116    | 20          | 20    | 32    | 28    | 16    | 0        |
| \| Статево-вікова піраміда \| Статево-вікова піраміда \| Статево-вікова піраміда \| \| ----------------------- \| ----------------------- \| ----------------------- \| \| Чоловіки \| Вік \| Жінки \| \| 0 \| 85 + \| 0 \| \| 0 \| 80-84 \| 4 \| \| 4 \| 75-79 \| 0 \| \| 4 \| 70-74 \| 4 \| \| 4 \| 65-69 \| 8 \| \| 4 \| 60-64 \| 4 \| \| 4 \| 55-59 \| 0 \| \| 20 \| 50-54 \| 12 \| \| 16 \| 45-49 \| 12 \| \| 12 \| 40-44 \| 12 \| \| 4 \| 35-39 \| 8 \| \| 12 \| 30-34 \| 4 \| \| 0 \| 25-29 \| 8 \| \| 0 \| 20-24 \| 12 \| \| 16 \| 15-20 \| 8 \| \| 4 \| 10-14 \| 8 \| \| 4 \| 5-9 \| 0 \| \| 4 \| 0-4 \| 12 \| |        |             |       |       |       |       |          |
| Статево-вікова піраміда |        |             |       |       |       |       |          |
| Чоловіки | Вік    | Жінки       |       |       |       |       |          |
| 0 | 85 +   | 0           |       |       |       |       |          |
| 0 | 80-84  | 4           |       |       |       |       |          |
| 4 | 75-79  | 0           |       |       |       |       |          |
| 4 | 70-74  | 4           |       |       |       |       |          |
| 4 | 65-69  | 8           |       |       |       |       |          |
| 4 | 60-64  | 4           |       |       |       |       |          |
| 4 | 55-59  | 0           |       |       |       |       |          |
| 20 | 50-54  | 12          |       |       |       |       |          |
| 16 | 45-49  | 12          |       |       |       |       |          |
| 12 | 40-44  | 12          |       |       |       |       |          |
| 4 | 35-39  | 8           |       |       |       |       |          |
| 12 | 30-34  | 4           |       |       |       |       |          |
| 0 | 25-29  | 8           |       |       |       |       |          |
| 0 | 20-24  | 12          |       |       |       |       |          |
| 16 | 15-20  | 8           |       |       |       |       |          |
| 4 | 10-14  | 8           |       |       |       |       |          |
| 4 | 5-9    | 0           |       |       |       |       |          |
| 4 | 0-4    | 12          |       |       |       |       |          |

## Економіка
2010 року серед 151 особи працездатного віку (15—64 років) 116 були активними, 35 — неактивними (показник активності 76,8%, у 1999 році було 66,9%). З 116 активних мешканців працювали 103 особи (62 чоловіки та 41 жінка), безробітними було 13 (5 чоловіків та 8 жінок). Серед 35 неактивних 9 осіб було учнями чи студентами, 17 — пенсіонерами, 9 були неактивними з інших причин.

У 2010 році в муніципалітеті числилось 93 оподатковані домогосподарства, у яких проживали 240,0 особи, медіана доходів виносила 14 133 євро на одного особоспоживача